# Kepler-90h
Kepler-90h es un planeta que orbita a la estrella Kepler-90 en la constelación de in Draco.

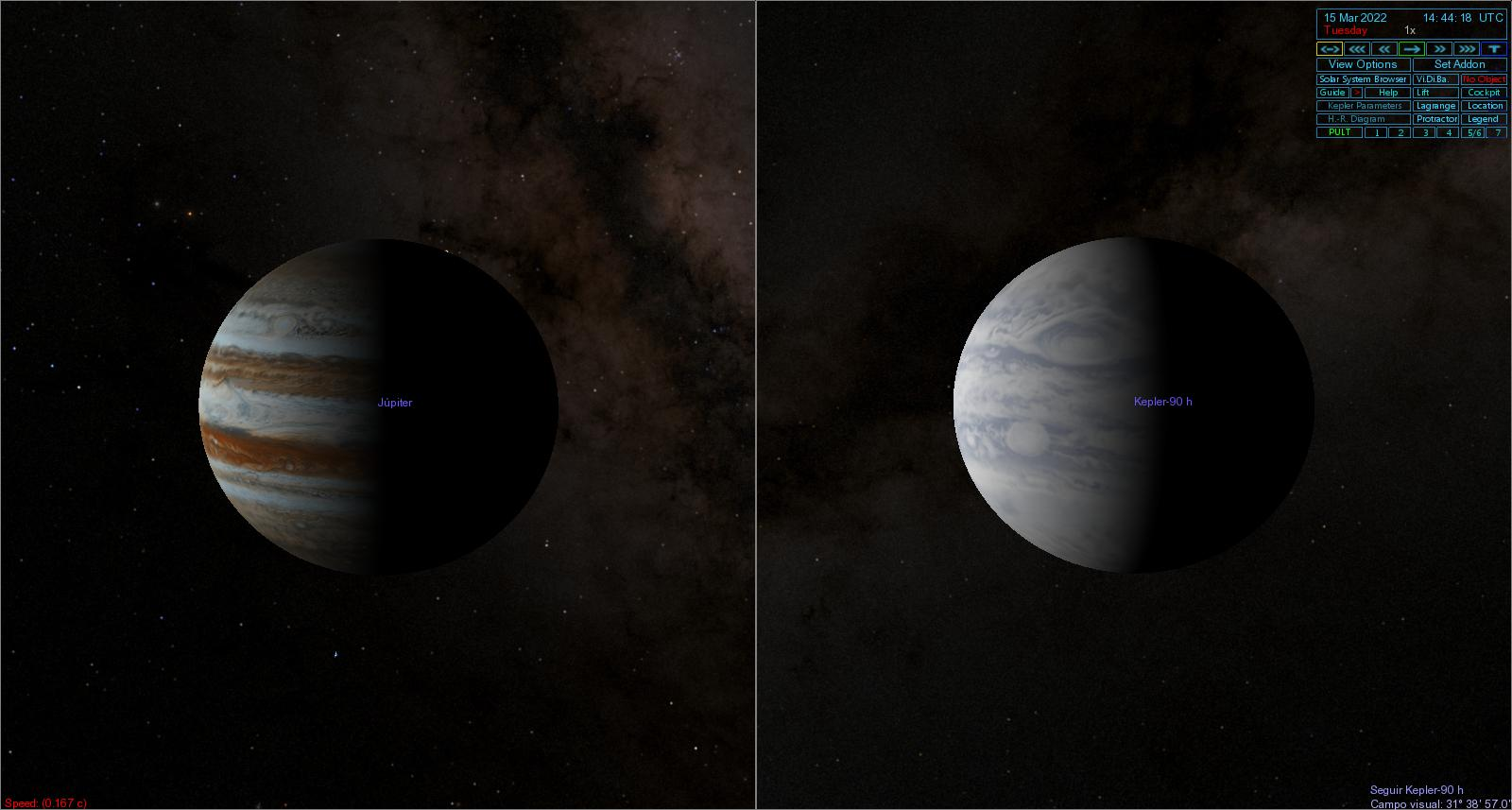
Representación artística del tamaño y aparencia de Jupiter y Kepler-90 h que, probablemente, es un gigante joviano con nubes de agua

## Características
Ateniéndose a la clasificación de Sudarsky Kepler-90h muy seguramente es un planeta joviano clase II de nubes de agua. Su radio es de 1,14 veces el de Júpiter. Con una temperatura de equilibrio de 292 K, y se encuentra cerca de la zona de habitabilidad planetaria. Orbita a la estrella Kepler-90. Podría tener lunas similares a la Tierra o Venus.